# Cască ochii sau o-ncurci
Cască ochii sau o-ncurci (titlu original: Double Take) este un film american din 2001 regizat de George Gallo. Este creat în genurile comedie, acțiune. Rolurile principale au fost interpretate de actorii Orlando Jones, Eddie Griffin, Edward Herrmann, Gary Grubbs, Garcelle Beauvais și Daniel Roebuck. Scenariul este scris de George Gallo pe baza unei povestiri de Graham Greene.

## Prezentare
Daryl Chase este un faimos bancher care este implicat într-o crimă pe care nu a comis-o. La început, el încearcă să se ascundă, întrucât este ceea ce îl cere un contact al său. Pentru a încurca poliția și asasinii de pe urmele sale, Daryl își schimbă identitatea cu Freddy Tiffany, un personaj ușor nebun, dar aparent inofensiv. Ceea ce nu știe Daryl este că Freddy este un om căutat de FBI , deoarece a participat la o operațiune de spălare a banilor în Mexic. Daryl va încerca să  scape de urmăritorii și întotdeauna ajunge în situații amuzante și jenante.

## Distribuție
- Eddie Griffin - Freddy Tiffany
- Orlando Jones - Daryl Chase
- Gary Grubbs - Timothy Jarrett McCready
- Edward Herrmann - Charles Allsworth
- Garcelle Beauvais - Chloe
- Andrea Navedo - Maque Sanchez
- Shawn Elliott - Minty Gutierrez
- Sterling Macer Jr. - Agent Gradney
- Benny Nieves - Agent Martinez
- Daniel Roebuck - Agent Norville
- Vivica A. Fox - Shari

## Producție
Cheltuielile de producție s-au ridicat la 24 milioane $.

## Lansare și primire
A avut încasări de 31,6 milioane $.